# 道府県たばこ税
道府県たばこ税（どうふけんたばこぜい）は、地方税法（昭和25年7月31日法律第226号）に基づき、次のとおり課される税金。
1. 製造たばこの卸売販売業者等が製造たばこを小売販売業者に売り渡す場合に、その売渡しされる製造たばこに対し、その小売販売業者の営業所所在の道府県において、その売渡しを行う卸売販売業者等に課される。
2. 卸売販売業者等が製造たばこにつき、消費者等に売渡しをし、又は消費等をする場合に、その売渡し又は消費等される製造たばこに対し、その卸売販売業者等の事務所又は事業所でその売渡し又は消費等に係る製造たばこを直接管理するものが所在する道府県において、その卸売販売業者等に課される。

製造たばこの定義についてはたばこ税参照。

## 税率
1,000本当たり1,504円。ただし、旧三級品については1,000本当たり716円。

## 税収の推移
| 年度       | 都たばこ税       | 道たばこ税       | 府たばこ税 （大阪府） | 県たばこ税 （埼玉県） |
| ---------- | ---------------- | ---------------- | --------------------- | --------------------- |
| 平成11年度 | 336億0,722.3万円 | 150億8,039.5万円 | 225億3,376.1万円      | 131億6,795.9万円      |
| 平成12年度 | 339億8,744.1万円 | 153億5,593.3万円 | 226億7,877.6万円      | 134億4,880.7万円      |
| 平成13年度 | 333億6,185.1万円 | 150億8,191.6万円 | 222億2,390.6万円      | 133億3,411.9万円      |
| 平成14年度 | 334億4,351.7万円 | 146億8,656.3万円 | 217億0,369.4万円      | 131億8,368.3万円      |
| 平成15年度 | 334億4,351.7万円 | 149億1,719.4万円 | 225億0,025.3万円      | 136億0,473.9万円      |
| 平成16年度 | 337億4,372.9万円 | 150億1,981.7万円 | 227億4,278.7万円      | 139億8,759.2万円      |
| 平成17年度 | 328億1,859.6万円 | 146億0,601.3万円 | 219億8,615.2万円      | 137億4,331.8万円      |
| 平成18年度 | 335億4,566.9万円 | 147億4,047.0万円 | 225億9,309.8万円      | 141億1,293,0万円      |
| 平成19年度 | 331億9,470.2万円 | 144億4,475.7万円 | 223億1,467.7万円      | 140億7,489.7万円      |
| 平成20年度 | 312億0,136.8万円 | 136億1,860.2万円 | 212億1,758.2万円      | 135億0,833.9万円      |
| 平成21年度 |                  |                  |                       | 129億0,548.9万円      |

出典：各都道府県の情報公開制度より。